# Sanitätsdienst der Streitkräfte der Vereinigten Staaten
Der Sanitätsdienst des amerikanischen Militärs umfasst mehrere militärische Organisationsbereiche. Er ist nicht wie bei der Bundeswehr (Zentraler Sanitätsdienst) zentral strukturiert. Beim US-Militär hat jede Teilstreitkraft ihren eigenen Sanitätsdienst.
In jeder Teilstreitkraft wird der Sanitätsdienst vom jeweiligen Surgeon General kommandiert.

## Geschichte
Durch die Spannungen zwischen den 13 britischen Kolonien in Nordamerika und Großbritannien aufgrund der Politik und insbesondere der Besteuerung kam es im April 1775 in Lexington und Concord zu ersten Konflikten, welche in den amerikanischen Unabhängigkeitskrieg mündeten.
Bereits kurz nach Kriegsbeginn etablierte der ‚Continental Congress‘ die ‚Continental Army‘ unter Führung George Washingtons die ‚Continental Navy‘ und die ‚Continental Marines‘, die sich jeweils aus den zuvor wenig organisierten Miliz-Kräften der Kolonien zusammensetzten. Mit der Gründung der zunächst ca. 20.000 Soldaten umfassenden Army wurde am 27. Juli 1775 auch der US Army Medical Service in Form eines ersten Krankenhauses zur Versorgung Verwundeter aufgestellt. Der ärztliche Direktor (Director General und Chief Physician) dieses Krankenhauses (Dr. Benjamin Church) wird heutzutage als der erste Surgeon General der Army Medicine angesehen. Das Krankenhaus bestand aus 4 Ärzten, einem Apotheker sowie 20 weiteren sanitätsdienstlichen Hilfskräften. Doch erst im 19. Jahrhundert wurde der Army Medical Service permanent und unabhängig von den Kriegen der U.S.A. vorgehalten (ab 1818), bzw. wurden Ärzte ab 1847 in einem militärischen Dienstgrad zum Dienst verpflichtet. Brigadier General Thomas Lawson ist somit der erste Surgeon General (von 1836 – 1861) mit einem militärischen Dienstgrad. Im Sezessionskrieg (1861–1865) revolutionierte Major Jonathan Letterman innerhalb von 18 Monaten als ‚Father of Battlefield Medicine‘ die sanitätsdienstliche Verwundetenversorgung auf den Gefechtsfeldern von Antietam, Fredericksburg, Chancellorsville und Gettysburg durch die Etablierung des heutigen Prinzips des Gangs der Verwundetenversorgung ausgehend von dem Verwundetennest. Ebenso etablierte er mit den ‚General Orders Number 147‘ das erste MEDEVAC-System in Form des ‚Ambulance Corps‘ mit Pferdekutschen und strukturierte die Hospitäler um, die zudem näher an das Gefechtsfeld heranrückten. Darüber hinaus organisierte er die Verantwortlichkeiten im Sanitätsdienst der Union Army neu. Seine Organisation und Struktur bildet auch heute noch die Grundstruktur des Army-Sanitätsdienstes und des Medical Commands der Army. Das US Army Medical Department Museum in San Antonio, Texas, welches bereits 1862 durch den damaligen Surgeon General Dr. William Hammond in Washington, D.C. gegründet wurde, beschreibt die Geschichte der Army Medicine.

## Aufbau
- Surgeon General of the United States Navy and Chief, Bureau of Medicine and Surgery
  - Der Surgeon General of the Navy ist derzeit Vice Admiral Donald C. Arthur und hat seinen Amtssitz in Bethesda, Maryland.
  - Das ihm unterstelle Bureau of Medicine and Surgery (BUMED) der Navy umfasst 10 Abteilungen und ca. 63.000 Mitarbeiter

- Surgeon General of the United States Army (and Commander, U.S. Army Medical Command, bis 2019)
  - Der Surgeon General of the Army ist derzeit Lieutenant General R. Scott Dingle und hat seinen Amtssitz in Fort Sam Houston, Texas.
  - Zu den ihm unterstellten Bereichen zählen das Army Medical Corps (MC), Army Nurse Corps (AN), Army Dental Corps (DC), Army Veterinary Corps (VC), Army  Medical Service Corps (MS) und das Army Medical Specialist Corps (SP)

- Surgeon General of the Air Force
  - Der Surgeon General of the Air Force ist derzeit Lieutenant General George Peach Taylor junior Sein Amtssitz ist im Hauptquartier der U.S. Air Force in Washington, D.C.